# Alfa Romeo Giulietta (1955)

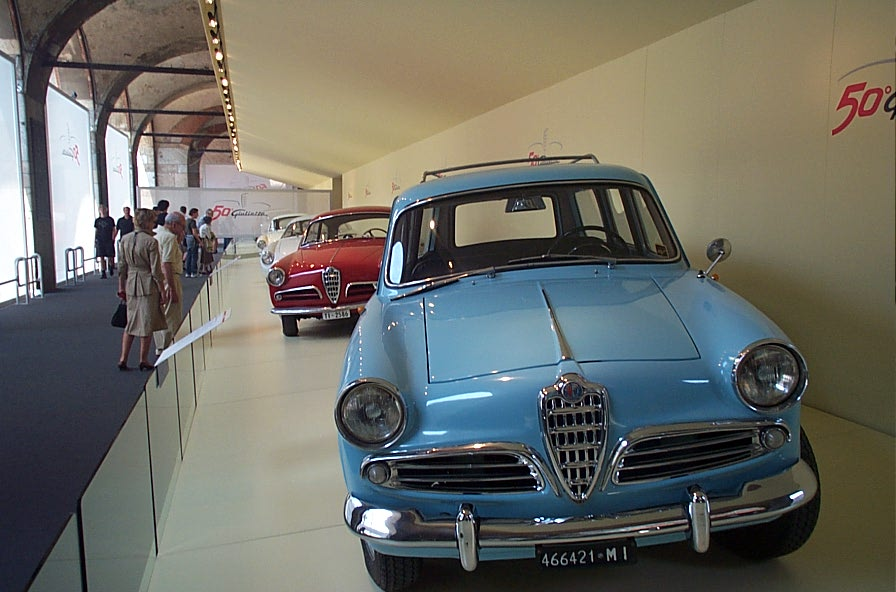
Giulietta Colli Promiscua (Familiar) en 2004 en la celebración en Milán de los 50 años del Alfa Romeo Giulietta

El Alfa Romeo Giulietta (Tipo 750 y 101) fue un automóvil compacto fabricado por el fabricante de automóviles italiano Alfa Romeo de 1955 a 1965. El Giulietta fue presentado en el Salón del Automóvil de Turín en 1954 y casi 132,000 fueron construidos en la fábrica de Portello en Milán.
El primer modelo de Giulietta era un coupé, el Giulietta Sprint, presentado a finales de 1954, seguido por un turismo en la primavera de 1955 y un dos plazas a mediados de 1955 denominado Giulietta Spider, con carrocería descapotable fabricada por Pininfarina. En 1957 la versión más potente, llamada Giulietta TI (Turismo Internacional) se presentó con pequeños cambios cosméticos, y nuevos diseño para las luces frontales y traseras.
Carrozzeria Colli realizó una variante familiar llamada Giulietta Promiscua. Se fabricaron 91 unidades de esta versión. Carrozzeria Boneschi también realizó algunos modelos familiares llamados Giulietta Weekendina.

## Rediseño de 1959
Una nueva versión del Giulietta debutó en el Salón del Automóvil de Fráncfort en 1959. El tanque de combustible fue incorporado en el guardabarros trasero derecho y estaba equipado con puerta. La parte frontal se rediseñó con más formas más redondeadas, nuevos faros empotrados y la parrilla rediseñada con barras horizontales. El interior estaba mucho más organizado y el tablero de instrumentos se había alargado y dotado con tacómetro. El número de serie cambió de 750/753 a serie 101.

## Rediseño de 1961
En 1961, la versión TI se actualizó a 74 CV (54,4 kW). Con este nuevo motor el coche podía alcanzar una velocidad de casi 160 km/h (99 mph). La producción de la Berlina continuó hasta 1963, mientras que el modelo TI continuó por un año más. Las cifras de producción fueron:
| Variante      | Total de unidades |
| ------------- | ----------------- |
| Sedán         | 39,057            |
| TI            | 92,728            |
| Sprint        | 24,084            |
| Sprint Veloce | 3,058             |
| Spider        | 14,300            |
| Spider Veloce | 2,796             |
| Promiscua     | 91                |

## Motores

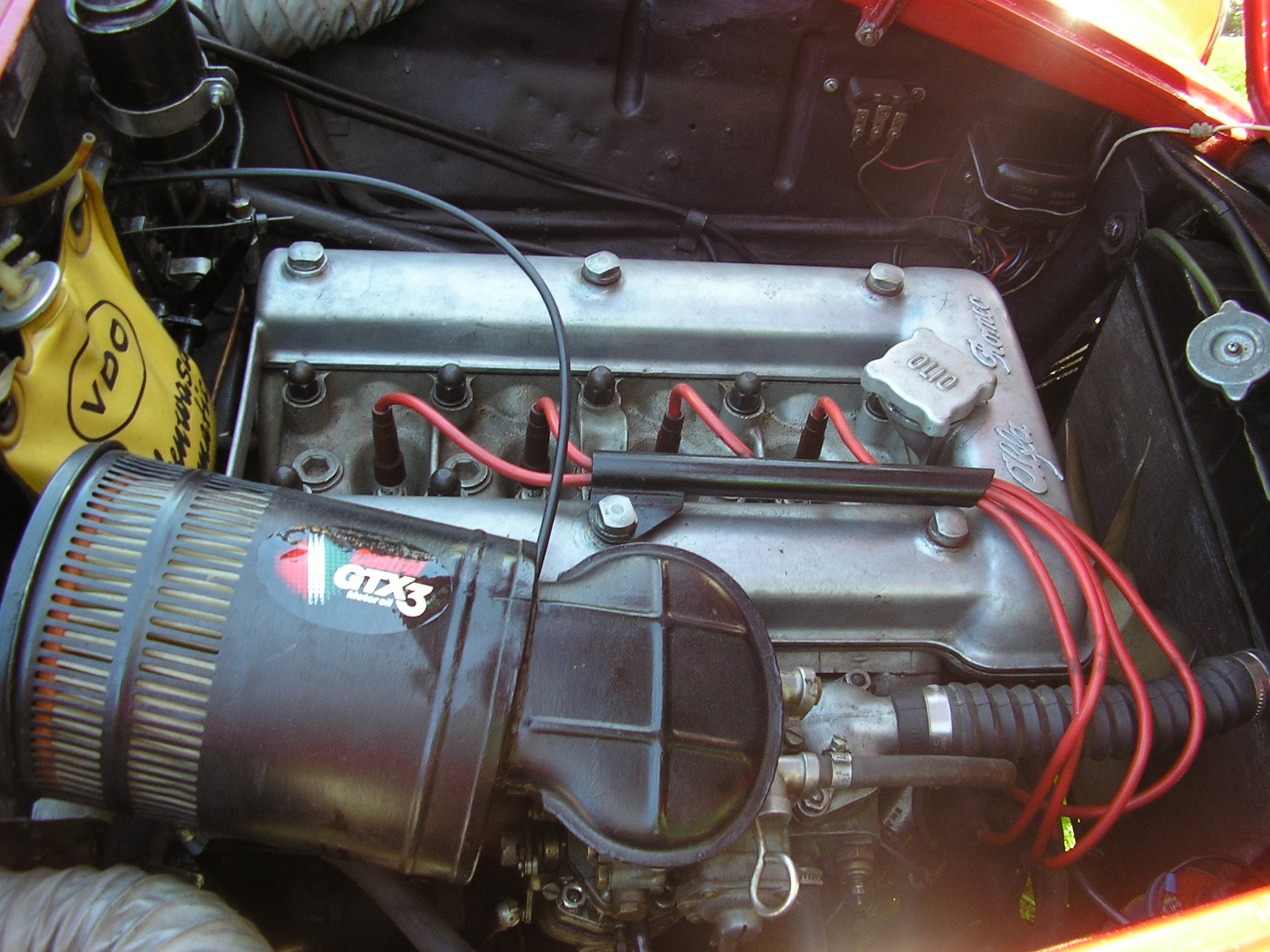
Motor Twin Cam en un Giulietta de 1962

El Giulietta utilizó un motor Alfa Romeo Twin Cam de 1.290 cc con cuatro cilindros en línea, con bloque de cilindros y culata en aleación ligera dotado doble árbol de levas. El motor original Giulietta desarrollaba una potencia de 53 CV en el sedán y 80 CV. en el Giulietta Sprint. Este iba a ser potenciado a 116 CV más en los modelos deportivos modelos Giulietta Sprint Speciale y el Giulietta Sprint SZ (Sprint Zagato).
| Modelo          | Desplazamiento              | Potencia         | Velocidad máx.     |
| --------------- | --------------------------- | ---------------- | ------------------ |
| Sedán           | 1290 cm³ (1,3 L; 78,7 plg³) | 53 CV (39,0 kW)  | 142 km/h (88 mph)  |
| Giulietta T.I.  | 1290 cm³ (1,3 L; 78,7 plg³) | 65 CV (47,8 kW)  | 156 km/h (97 mph)  |
| Sprint          | 1290 cm³ (1,3 L; 78,7 plg³) | 80 CV (58,8 kW)  | 142 km/h (88 mph)  |
| Sprint Veloce   | 1290 cm³ (1,3 L; 78,7 plg³) | 90 CV (66,2 kW)  | 180 km/h (112 mph) |
| Sprint Speciale | 1290 cm³ (1,3 L; 78,7 plg³) | 116 CV (85,3 kW) | 190 km/h (118 mph) |
| Sprint Zagato   | 1290 cm³ (1,3 L; 78,7 plg³) | 116 CV (85,3 kW) | 190 km/h (118 mph) |

## Modelos derivados del Giulietta

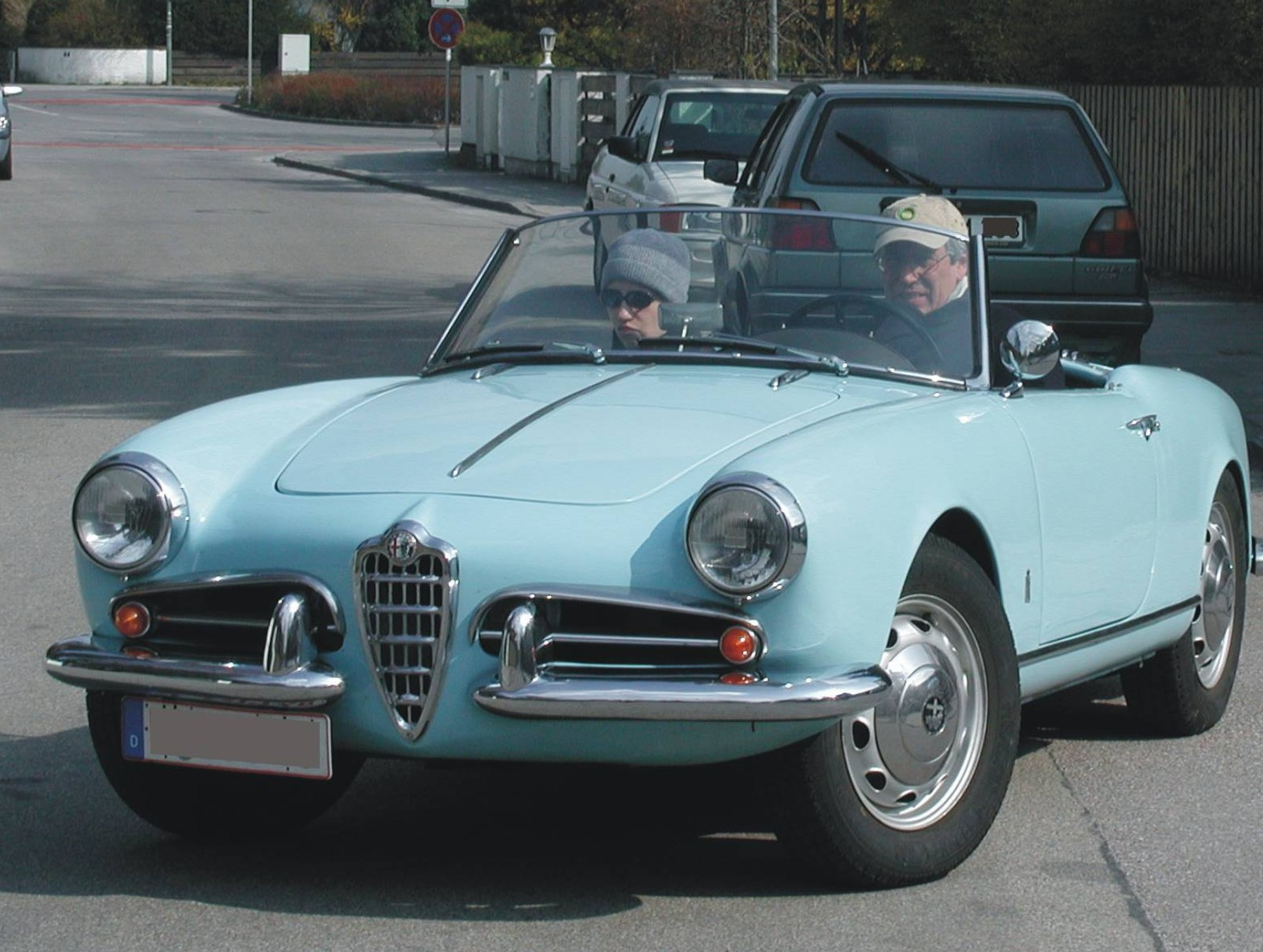
Spider
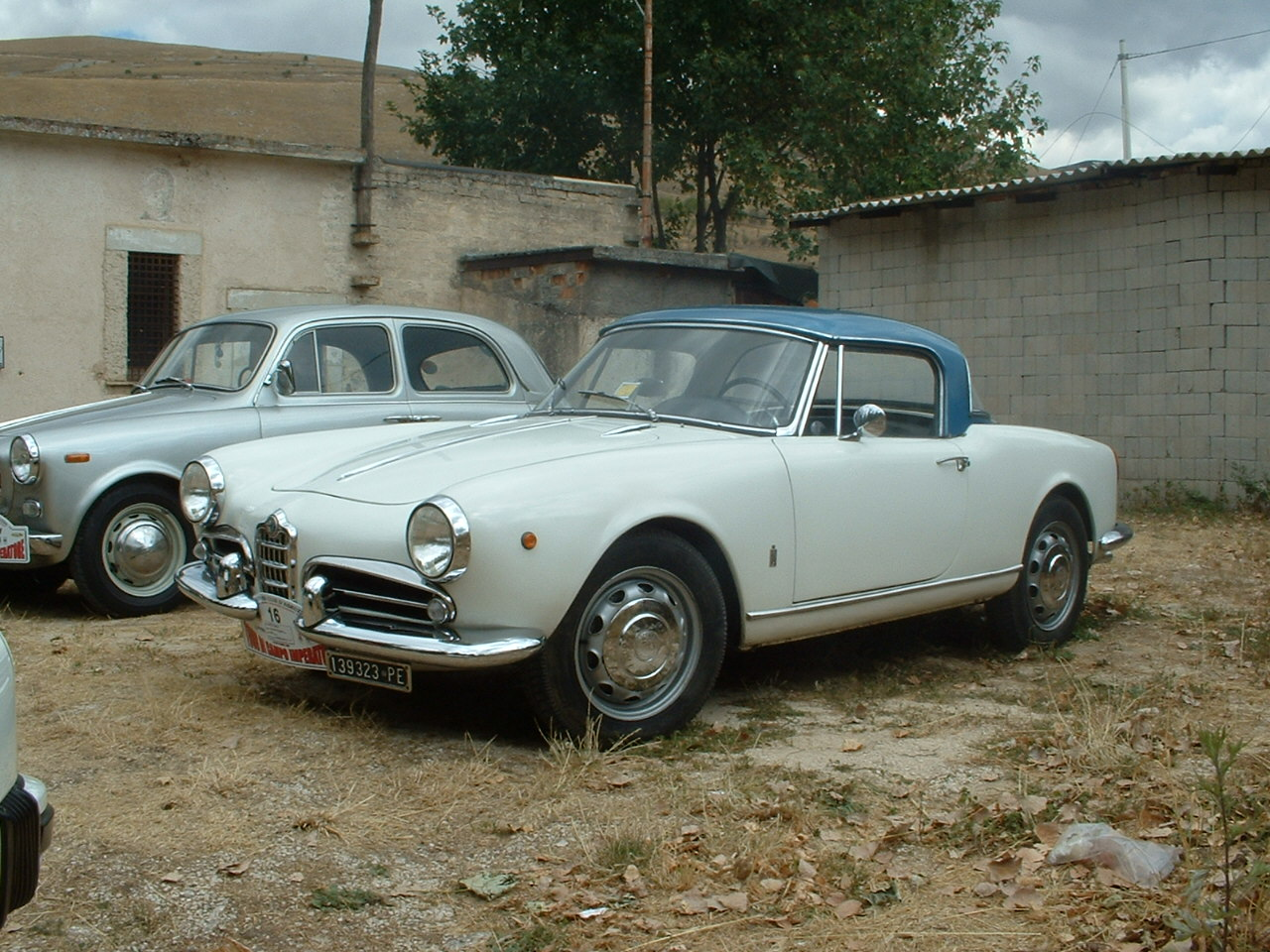
Spider de 1962
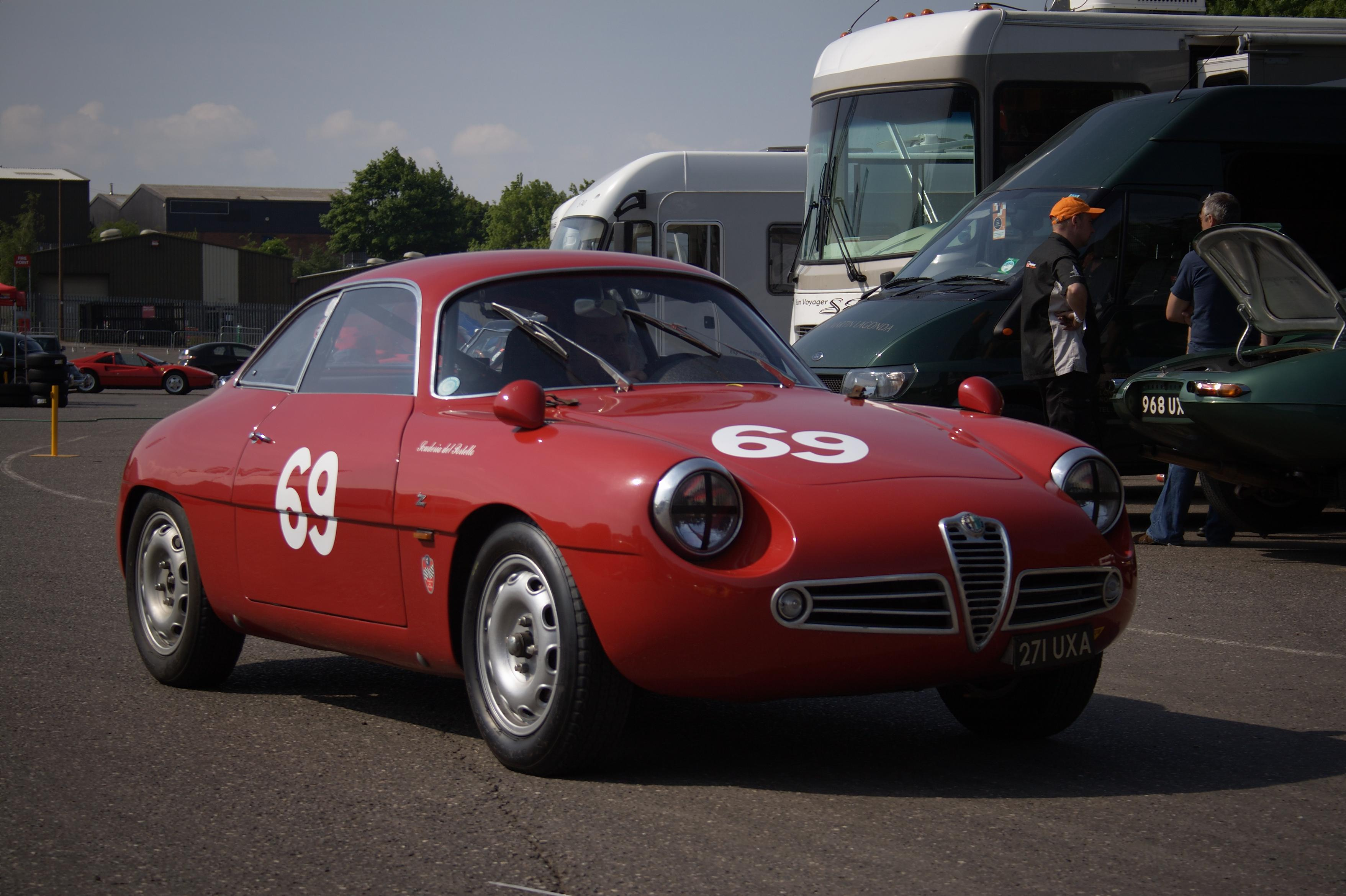
Sprint Zagato
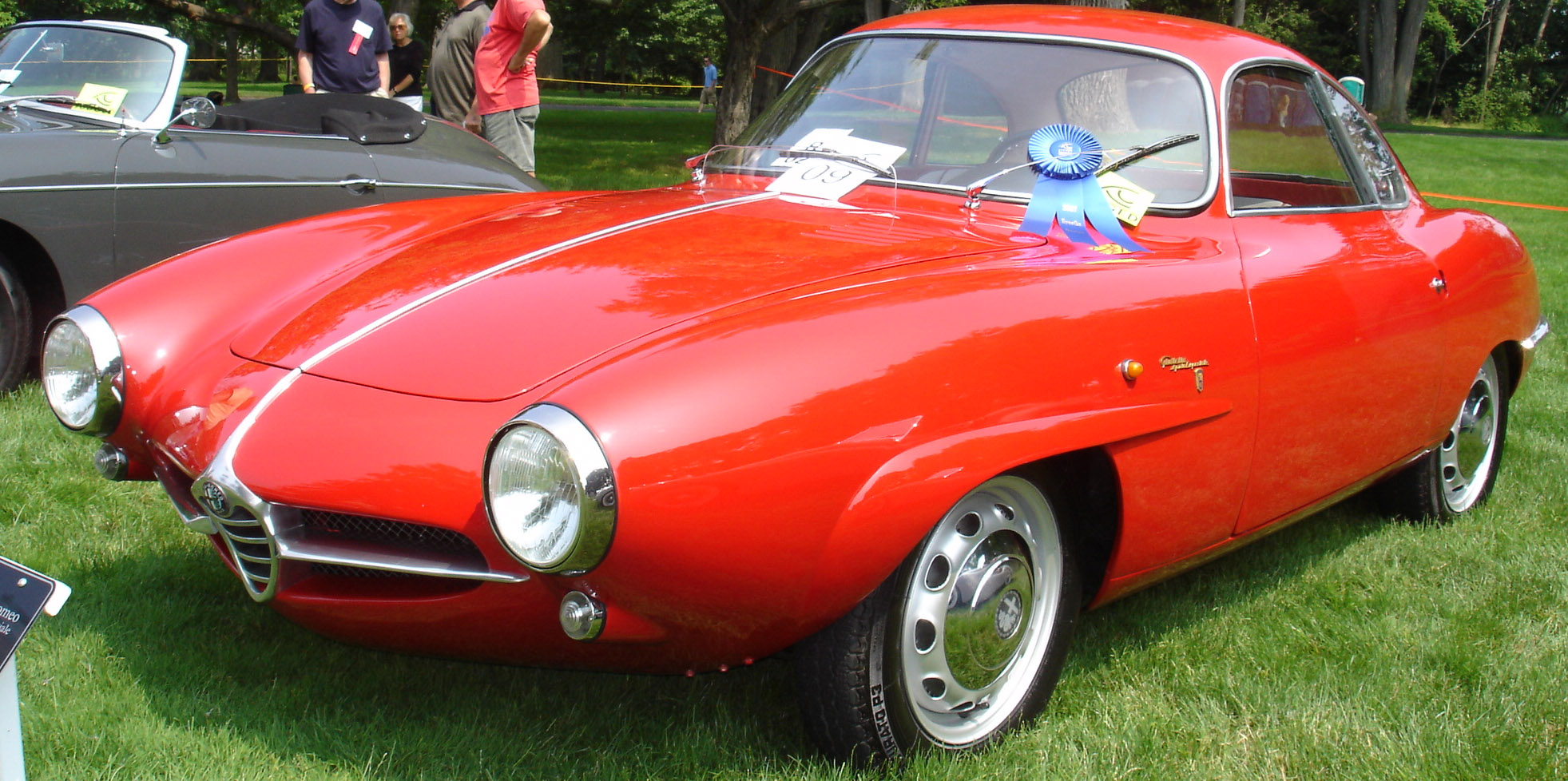
Sprint Speciale
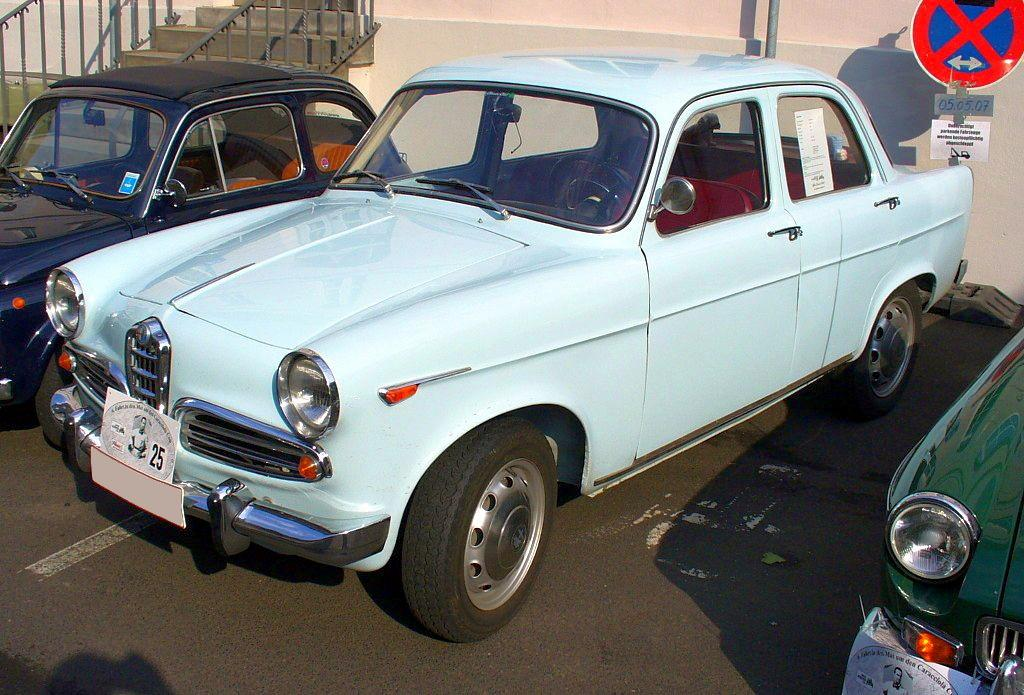
Sedán
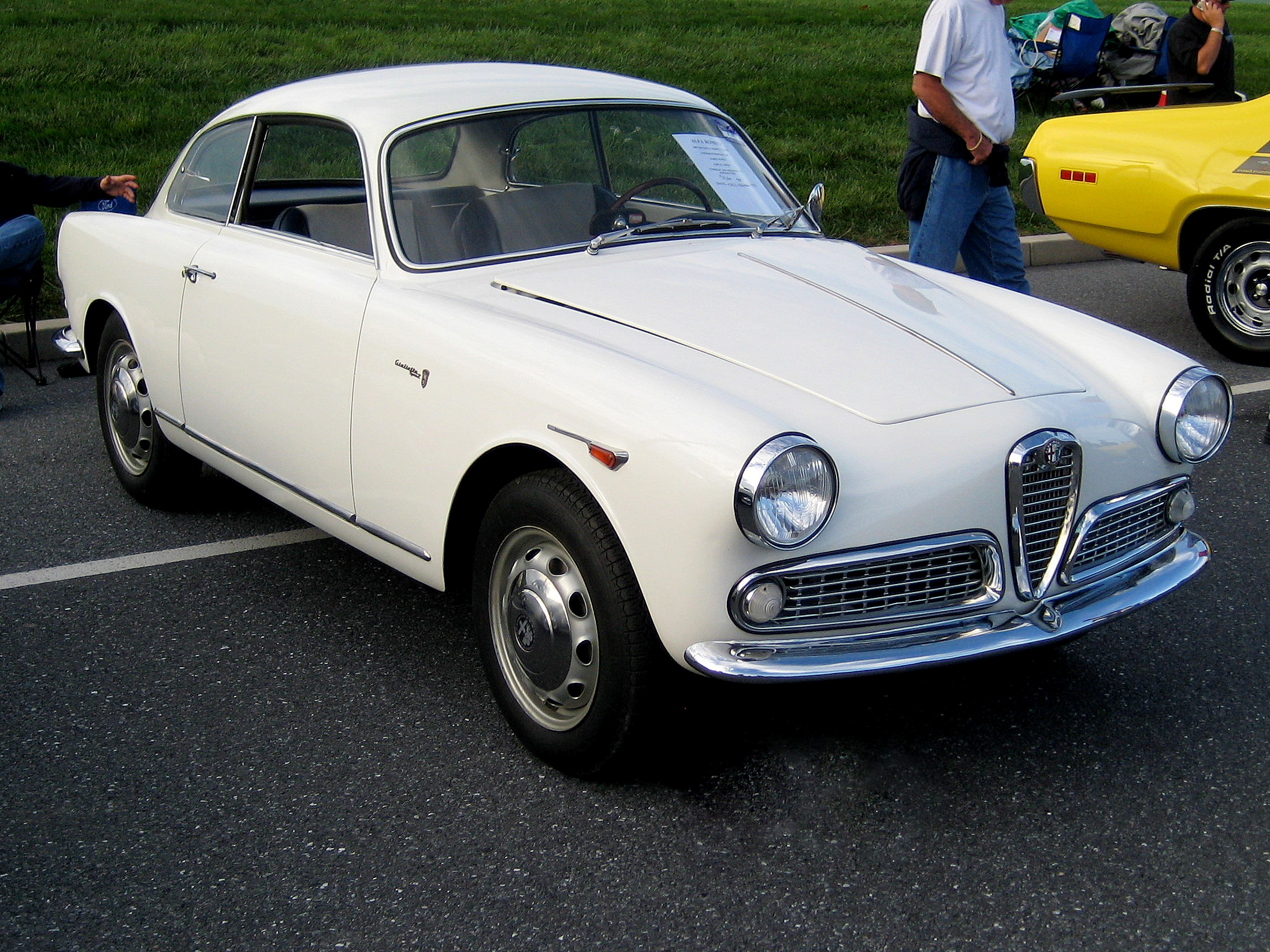
Sprint en blanco
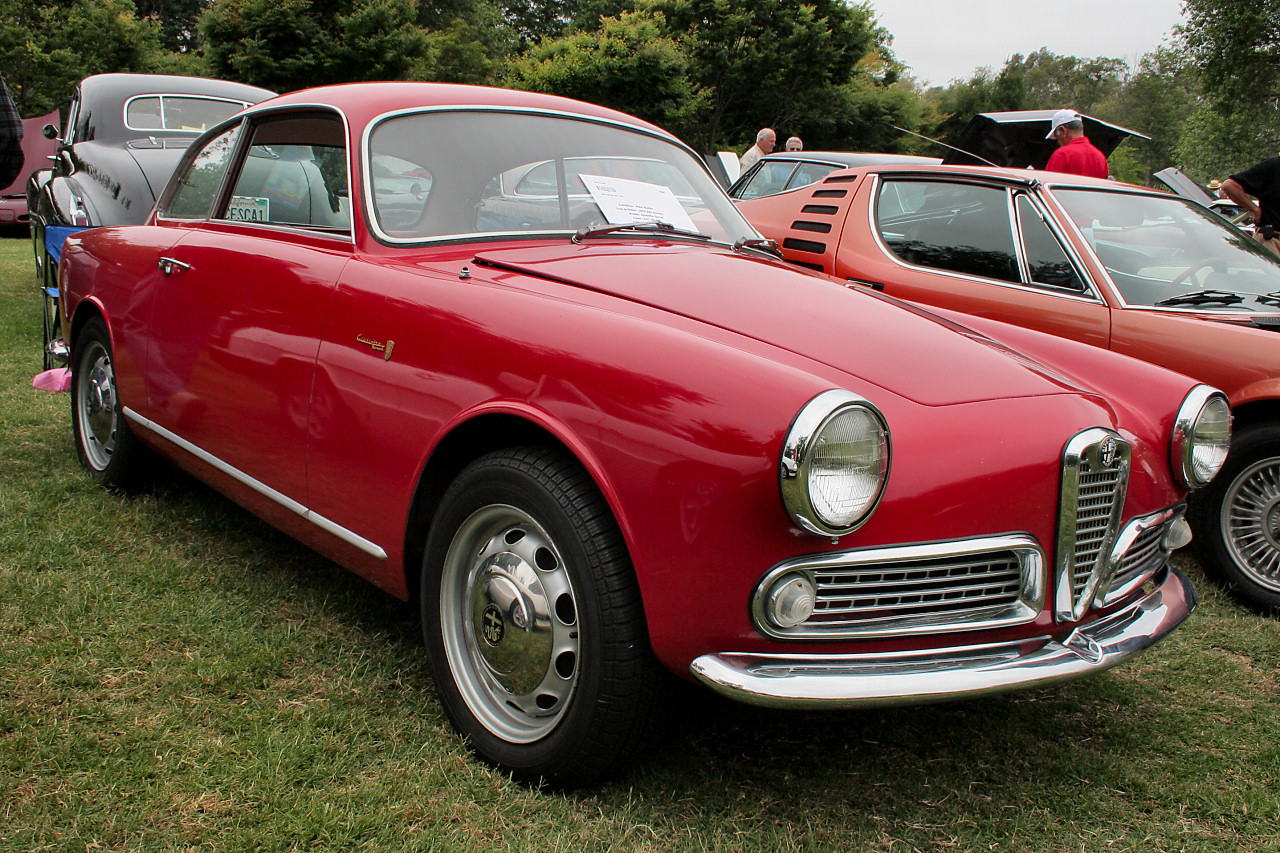
Sprint de 1959

## Nuova Giulietta
En 1977, Alfa Romeo lanzó al mercado el "Nuova Giulietta". Este no estaba desarrollado sobre el modelo homónimo original, sino sobre el chasis del Alfa Romeo Alfetta incluyendo la transmisión y diferencial montados en el eje trasero.